# انجمن مالی اسلامی ایران
«انجمن مالی اسلامی ایران»(Iranian Association of Islamic Finance)، به منظور گسترش و پیشبرد و ارتقای علمی دانش مالی اسلامی و توسعه کیفی نیروهای متخصص و بهبود بخشیدن به امور آموزشی و پژوهشی در زمینه مالی اسلامی تشکیل شده‌است.
به منظور نیل به هدف‌های مذکور، انجمن اقدامات زیر را به عمل خواهد آورد:
- انجام تحقیقات علمی و فرهنگی در سطح ملی و بین‌المللی با محققان و متخصصانی که به گونه‌ای با علم مالی اسلامی، اعم از بازار سرمایه، بازار پول و صنعت بیمه و سایر حوزه‌های مرتبط سر و کار دارند.
- همکاری با نهادهای اجرایی، علمی و پژوهشی در زمینه ارزیابی و بازنگری و اجرای طرح‌ها و برنامه‌های مربوط به امور آموزش و پژوهش در زمینه علمی موضوع فعالیت انجمن.
- ترغیب و تشویق پژوهشگران و تجلیل از محققان و استادان ممتاز.
- ارائه خدمات آموزشی و پژوهشی و فنی.
- برگزاری گردهمایی‌های علمی در سطح ملی، منطقه‌ای و بین‌المللی.
- انتشار کتب و نشریات علمی[۱]

## سابقه تأسیس انجمن
- ارائه درخواست به وزارت علوم، تحقیقات و فناوری در سال ۱۳۹۲
- صدور موافقت اصولی از سوی وزارت علوم، تحقیقات و فناوری در آذر ۱۳۹۳
- فراخوان انجمن برای ثبت نام اعضای پیوسته بعد از صدور موافقت اصولی
- برگزاری مجمع عمومی عادی در تاریخ ۲۰ اسفند ۱۳۹۳[۱][۲]

## عضویت سازمان‌ها و اشخاص حقوقی
انجمن مالی اسلامی ایران، به منظور گسترش و پیشبرد و ارتقای علمی دانش مالی اسلامی و توسعه کیفی نیروهای متخصص و بهبود بخشیدن به امور آموزشی و پژوهشی در زمینه مالی اسلامی تشکیل شده‌است.
به منظور نیل به هدف‌های مذکور، انجمن اقدامات زیر را به عمل خواهد آورد:
- انجام تحقیقات علمی و فرهنگی در سطح ملی و بین‌المللی با محققان و متخصصانی که به گونهای با علم مالی اسلامی، اعم از بازار سرمایه، بازار پول و صنعت بیمه و سایر حوزه‌های مرتبط سر و کار دارند
- همکاری با نهادهای اجرایی، علمی و پژوهشی در زمینه ارزیابی و بازنگری و اجرای طرح‌ها و برنامه‌های مربوط به امور آموزش و پژوهش در زمینه علمی موضوع فعالیت انجمن
- ترغیب و تشویق پژوهشگران و تجلیل از محققان و استادان ممتاز
- ارائه خدمات آموزشی و پژوهشی و فنی
- برگزاری گردهمایی‌های علمی در سطح ملی، منطقه‌ای و بین‌المللی
- انتشار کتب و نشریات علمی[۱][۳][۴]

## اعضای هیئت مؤسس انجمن
- دکتر علی صالح آبادی رئیس هیئت مدیره انجمن
- دکتر مصباحی مقدم
- دکتر موسویان
- دکتر علی ثقفی
- دکتر فریدون رهنمای رودپشتی
- دکتر علی سعیدی
- دکتر نظری
- دکتر سیدعلی حسینی
- دکتر احمد احمدپور
- سعید مستشار[۱]

## اعضای هیئت مدیره انجمن
- دکتر علی صالح آبادی رئیس هیئت مدیره انجمن
- دکتر سید عباس موسویان
- دکتر سیدعلی حسینی
- دکتر ابوذر سروش
- دکتر فریدون رهنمای رودپشتی[۱]

## اهداف
هدف اصلی از تشکیل انجمن مالی اسلامی، عبارت است از:
«ارتقاء جایگاه نظام مالی اسلامی (بانک، بورس، بیمه) در عرصه ملی و بین‌المللی» از طریق:
- گسترش، پیشبرد و ارتقای علمی دانش مالی اسلامی
- توسعه کمی و کیفی نیروهای متخصص
- بهبود بخشیدن به امور آموزشی و پژوهشی در زمینه مالی اسلامی

## برنامه‌ها و فعالیت‌ها
- برگزاری کرسی‌های آزاداندیشی و نظریه‌پردازی در قالب نشست‌های تخصصی ماهانه
- برگزاری همایش‌های مالی اسلامی به صورت سالانه
- برگزاری دور ه‌های آموزشی مالی – اسلامی در قالب MBA و DBA در سطوح داخلی و بین‌الملل با همکاری مشترک با دانشگاه INCEIF مالزی و مؤسسه تحقیقاتی آموزشی وابسته به بانک توسعه اسلامی همراه با ارائهٔ مدرک معتبر
- اجرای پروژه‌های تحقیقاتی در سطح ملی و بین‌المللی، از طریق بکارگیری حداکثر ظرفیت
- متخصصان در حوزه مالی اسلامی اعم از بازار سرمایه، بازار پول، صنعت بیمه و سایر حوزه‌های مرتبط
- همکاری با نهادهای اجرایی، علمی و پژوهشی در زمینه ارزیابی و بازنگری و اجرای طرح‌ها و برنامه‌های مربوط به امور آموزش و پژوهش در زمینه مالی اسلامی
- ایجاد پایگاه اطلاعاتی جامع از منابع مالی اسلامی در سایت انجمن
- ارتباط با انجمن‌های مشابه بین‌المللی و شبکه سازی علمی در سطح جهانی
- حمایت از انتشار کتاب‌های مالی اسلامی
- انتشار فصل نامه علمی پژوهشی و نشریات معتبر علمی
- سوق دادن پژوهش‌ها و پایان‌نامه‌های دانشجویی در جهت رفع نیازهای جامعه با ارائه موضوعات پژوهشی مورد نیاز جامعه در حوزه مالی اسلامی
- ایجاد فرصت‌های همکاری دانشجویان و اساتید در حوزه مالی اسلامی
- ترغیب و تشویق پژوهشگران و تجلیل از محققان و استادان ممتاز[۱]

## کمیته‌های انجمن
-کمیته آموزش
-کمیته پژوهش و انتشارات
-کمیته پایش و ارزیابی مالی اسلامی
-کمیته پذیرش و روابط عمومی
-کمیته بازار کار مالی اسلامی
-کمیته بیمه اسلامی
-کمیته مهندسی مالی اسلامی
-کمیته حسابداری و حسابرسی اسلامی
-کمیته بین‌الملل

## انجمن‌های مشابه در دنیا
- انجمن مالی اسلامی اروپا (EIFAA)
- انجمن جهانی مالی اسلامی (IFN)
- انجمن متخصصان مالی اسلامی (IFPA)
- انجمن مشاوران شریعت در زمینه مالی اسلامی، مالزی بایگانی‌شده  در ۳ مارس ۲۰۱۶ توسط Wayback Machine(ASAS)
- انجمن متخصصان مجاز مالی اسلامی (ASIFPGlobal[پیوند مرده])
- انجمن مالی اسلامی مصر
- انجمن مالی اسلامی تونس
- انجمن مالی اسلامی هند[۱]

## همایش های مالی اسلامی
انجمن مالی اسلامی ایران در راستای اهداف خود و همچنین در جهت تبیین جایگاه موضوع مالی اسلامی و نقش و کارکرد آن در توسعه اقتصادی کشور،  همایش های مالی اسلامی سالانه را با همکاری مراکز دانشگاهی و حوزوی، بانک‌ها، بیمه‌ها و ارکان بازار سرمایه کشور برگزار می کند. در این همایش ها پژوهشگران به ارائه آخرین دستاوردهای خود در حوزه مالی اسلامی از منظر بانک، بیمه و بورس می پردازند و همچنین مسئولین ارشد اقتصادی جمهوری اسلامی ایران ایراد سخنرانی می نمایند.

### محورهای همایش
- فرصت‌های توسعه ابزارهای مالی اسلامی در بازار پول، سرمایه و بیمه
- جایگاه تأمین مالی اسلامی در بازار پول، سرمایه و بیمه
- نقش ابزارهای مالی اسلامی در توسعه صادرات[۱]